# Биофилия
Биофилията (от гръцки език био-живот, филос – любом, буквално любов към живота) според Ерих Фром е свойство на личността, ориентирано към любов към живота и съзидателност (биофилен характер). Противоположността на биофилията е некрофилията. Най-крайните форми на некрофилия според Фром се проявяват във вид на стремеж към тотално разрушение. Биофилията като противоположност се изразява в стремежа към създаване, усъвършенстване, изграждане и любов.